# Syndrom preexcitace komor

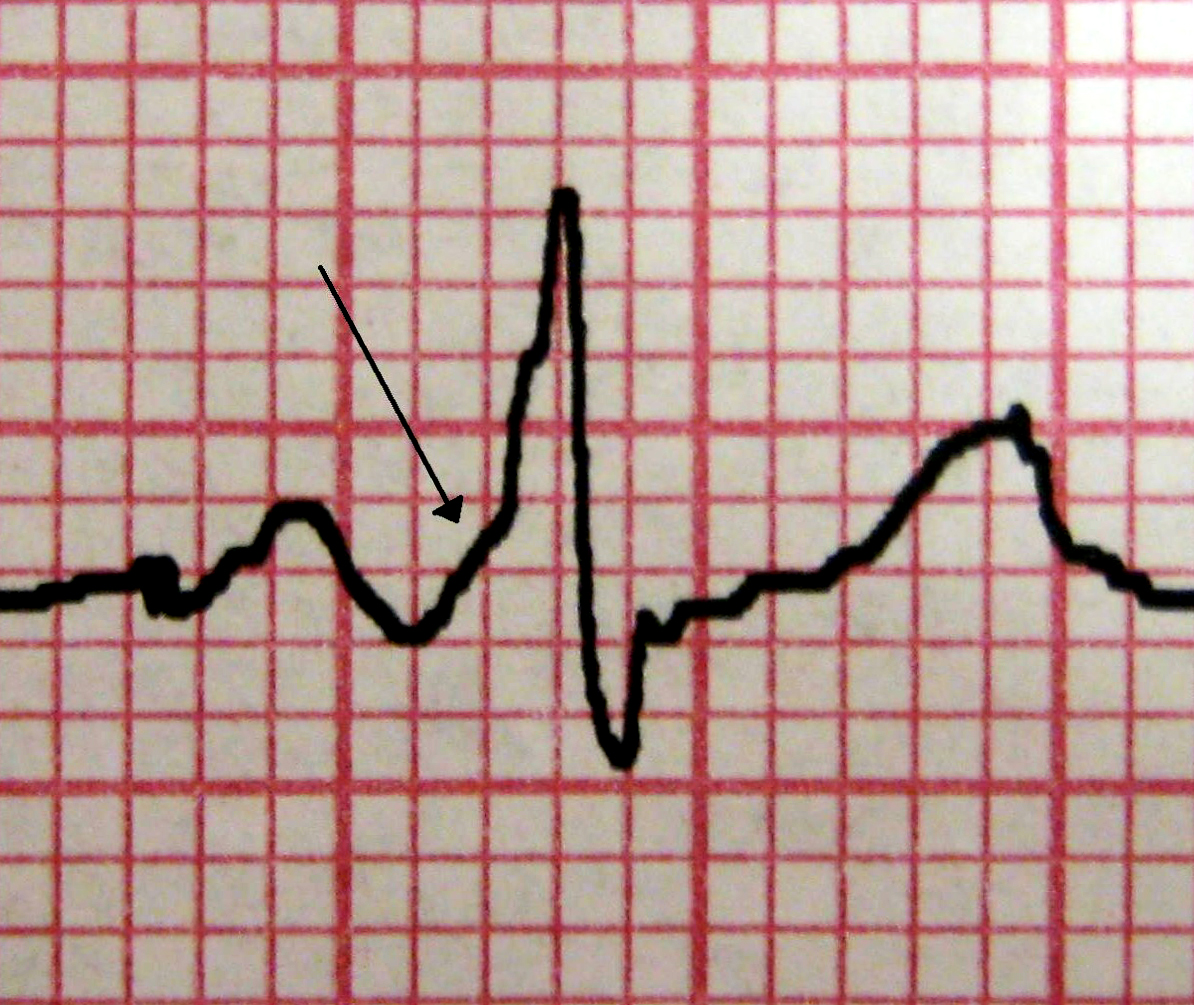
EKG křivka u WPW syndromu (šipka ukazuje na delta vlnu)

Syndrom preexcitace komor (zkráceně jen preexcitace) je porucha vedení srdečního vzruchu převodním systémem srdečním, při které se vzruch nešíří na komory přirozenou cestou, tedy atrioventrikulárním uzlem, ale abnormálními vodivými drahami, které spojují svalovinu předsíní a komor. Ty jsou označované jako akcesorní (přídatné) dráhy.

## Akcesorní dráhy
Jedná se o svalové můstky, které vodivě spojují předsíně a komor a umožňují tak obejítí AV uzlu. Tyto jsou nejčastěji vrozené (mohou být dědičné – např. popisovaná mutace genu PRKAG2, nebo spojené s tuberozní sklerózou či Ebsteinovou anomálií). Získané jsou popisovány například u zánětů srdečního svalu, endokarditidy či thyreotoxikózy.
Rozlišujeme
- Kentův svazek – spojuje svalovinu volné stěny předsíní a komor, většinou v levé části srdce
- Jamesova vlákna – obchází AV uzel a napojuje se na Hisův svazek
- Mahaimova vlákna – spojují Hisův svazek se svalovinou komor a obchází Tawarova raménka

Vzruch se tak na komory nešíří s obvyklým zpožděním, ale předčasně, a odpadá také další funkce AV uzlu – blokování příliš rychle přicházejících vzruchů ze síní.

## Vyšetření
Základem rozpoznání poruchy je elektrokardiografický záznam (EKG). Typickým rysem je zkrácení intervalu mezi P-vlnou a QRS komplexem (PQ interval, který normálně odpovídá zpoždění vzruchu při šíření AV uzlem), a rozšíření QRS komplexu tzv. delta vlnou – tedy počátečním pozvolným vzestupem křivky, daným právě předčasným šířením vzruchu na komoru. Tvar EKG křivky ale závisí na typu přídatné dráhy. K podrobnějšímu určení a lokalizaci dráhy je potřeba elektrofyziologické vyšetření srdce.

### Dělení
- Syndrom WPW (Wolff – Parkinson – White) – přítomen Kentův svazek – má typicky vyjádřenou vlnu delta i zkrácení PQ intervalu, v některých případech však tento EKG nález může přítomen jen někdy a střídat se s normální EKG křivkou.
- Syndrom CLC (Clerc – Levy – Christesco) nebo také syndrom LGL (Lown – Ganong – Levine) – přítomen Jamesův svazek – není přítomna delta vlna a QRS komplex je normálního tvaru, je ale zkrácen PQ interval pod 0,12 sekundy (syndrom krátkého PQ)

## Projevy a komplikace
Preexcitace se může projevit bušením srdce, krátkodobou poruchou vědomí (synkopou), závratí či přechodnou slabostí.
U části nemocných se vyskytuje záchvatovitá arytmie s rychlou srdeční činností (tachykardií), označovaná jako atrioventrikulární reentry tachykardie (AVRT). Při ní dochází ke kroužení vzruchu po dráze tvořené předsíní, komorou, normální AV junkcí a přídatnou dráhou a z toho okruhu je rychle aktivován zbytek srdce.
Zvýšené riziko představují u nemocných s přídatnou dráhou také fibrilace a flutter síní, neboť zde odpadá ochranný blokující vliv AV uzlu a dochází k velmi rychlému šíření vzruchů na komory, což vede k rychlému srdečnímu selhání nebo přechodu do fibrilace komor.

## Léčba
V případě záchvatu komplikující tachykardie (AVRT, fibrilace síní a další) je základem zpomalení resp. přerušení této arytmie, což je dosahované léky (antiarytmiky) nebo elektricky. Z léků je třeba u fibrilace a flutteru síní se vyhýbat těm, které zpomalí vedení AV uzlem, neboť mohou arytmii zhoršit (jde např. o adenosin, srdeční glykosidy, betablokátory či kalciové blokátory), používá se amiodaron nebo prokainamid.
U nemocných, u nichž se preexcitace tímto způsobem projevuje, je dnes indikované a s velkou účinností (kolem 95 %) prováděné odstranění přídatné dráhy pomocí katetrizační radiofrekvenční ablace. U lidí se zachycenou odchylkou na EKG, ale bez projevů arytmie, se toto provádí především u nemocných s rizikovým povoláním (letci, řidiči).